# Baía de Hano
A Baía de Hano (em sueco: Hanöbukten;  PRONÚNCIA) é uma baía arenosa da Suécia, no litoral do mar Báltico, situada ao largo da costa leste da Escânia e da costa sul de Blekinge.
Nas suas águas é praticada a pesca de bacalhau, arenque e enguias.